# Thermie
Ne doit pas être confondu avec therm.
La thermie (symbole th) est une ancienne unité de quantité de chaleur. Elle correspond à la quantité de chaleur nécessaire pour élever d'1 °C la température d'une tonne d'eau à 15 °C sous la pression normale[réf. nécessaire]. C'est donc un multiple de la calorie. Cette unité est encore parfois utilisée par les thermiciens.[réf. nécessaire]

## Définition
1 th = 1 000 000 cal = 1 000 kcal = 1 Mcal